# Ровиллер
Ровиллер (фр. Rauwiller) — коммуна на северо-востоке Франции в регионе Гранд-Эст (бывший Эльзас — Шампань — Арденны — Лотарингия), департамент Нижний Рейн, округ Саверн, кантон Ингвиллер. До марта 2015 года коммуна административно входила в состав упразднённого кантона Дрюлинген (округ Саверн).
Площадь коммуны — 4,89 км², население — 209 человек (2006) с тенденцией к росту: 212 человек (2013), плотность населения — 43,4 чел/км².

## Население
Население коммуны в 2011 году составляло 219 человек, в 2012 году — 216 человек, а в 2013-м — 212 человек.
| 1962 | 1968 | 1975 | 1982 | 1990 | 1999 | 2006 | 2008 | 2011 | 2012 | 2013 |
| ---- | ---- | ---- | ---- | ---- | ---- | ---- | ---- | ---- | ---- | ---- |
| 241  | 216  | 222  | 189  | 178  | 187  | 209  | 216  | 219  | 216  | 212  |

Динамика населения:

## Экономика
В 2010 году из 147 человек трудоспособного возраста (от 15 до 64 лет) 123 были экономически активными, 24 — неактивными (показатель активности 83,7 %, в 1999 году — 62,1 %). Из 123 активных трудоспособных жителей работали 116 человек (63 мужчины и 53 женщины), 7 женщин числились безработными. Среди 24 трудоспособных неактивных граждан 6 были учениками либо студентами, 12 — пенсионерами, а ещё 6 — были неактивны в силу других причин.